# Ríma
Ríma (isl. plur. rímur; da. rime, "rimdigt")
kaldes en enkelt afdeling af rímur, islandske digte eller digtarter, der opstod i det 14. århundrede og afløste den gamle drapedigtning.
Den gamle tunge form blev afløst af en lettere,
idet man anvendte firelinjede strofer, der rimer parvis med ferskeytt som det mest almindelige versmål. Hvert linjepar er,
som tidligere, forbundet med de normale rimbogstaver.
Foruden slutningsrimene kan også
indrim anvendes, og disse kan stilles på
meget forskellig vis, hvorved 'kunstigheder' let kan
indtræde og også indtrådte, hvilket blandt andet førte
til, at det hele blev mere eller mindre tomt klingklang.
Oprindelig bestod et sådant digt af kun
én afdeling, én ríma, men da indholdet
tidligt blev hentet fra en saga, viste det sig
hensigtsmæssigt at dele det i afdelinger (svarende til
kapitler), der kaldtes rímur, og for at gøre
disse mindre ensformige blev de enkelte
afdelinger gjort i forskellige versemål.
Disse rímur blev meget hurtig overordentlig populære, idet
de blev fremsagt med et vist rytmisk foredrag
for husets befolkning om aftenen i vintertiden
og udgjorde således hele århundreder igennem −
og næsten helt ned til nutiden − folkets vigtigste
åndelige underholdning. Foremodentlig er de
også i en vis periode benyttet til at
danse efter, idet de også somme tider kaldes "danse".

## En "mansöngr" som indledning
I forbindelse hermed står sandsynligvis
den omstændighed, at hver afdeling, ríma, i
reglen indledes med et for sig selv stående
afsnit, der intet har med det øvrige indhold
at gøre; det hedder "mansöngr", egentlig
kvindesang eller elskovssang.
Her fremtræder digterens egne følelser og stemninger og især
hans forhold til det andet køn, deraf navnet.
Det er små lyriske digte, der ofte er
værdifulde og stemningsrige;
de blev også hurtig stereotype og trivielle.

## Indholdet
Hovedindholdet af rímur er hentet fra den historiske litteratur,
sagaerne, størstedelen fra de uhistoriske
og opdigtede sagaer, der interesserede mest fordi de var
forholdsvis nye. De færreste er digtet over emner fra de historiske sagaer,
deriblandt den ældste ríma, Olafsríma om Olav den Helliges fald (Ólafs ríma Haraldssonar) af Einar Gilsson, død omkring 1370.
Også humoristiske emner blev behandlet, Skíðaríma.
Der blev digtet med rímur helt ned til vore dage,
og en af de betydeligste digtere fra 1800-tallet,
Benedikt Sveinbjarnarson Gröndal (1826-1907), er blandt andet forfatter til rímur.

## Senere udvikling
Efter reformationen pådrog rímur sig den
nidkære gejstligheds mishag. Præsterne
opfordrede til at hente emner fra Biblen, og
sådanne rímur blev også digtet, men de vandt
ingen popularitet, og det lykkedes ikke at få bugt med de gamle.
Det blev derfor først i det 19. århundrede,
at rímur blev alvorligt truede fordi der opstod nye
smagsretninger og digtningsarter.
En af de vigtigste sidste der digtede med rímur var den islandske lyriker Sigurður Breiðfjörð, 1798-1846.